# Бабикян, Викен
Викен Л. Бабикян (англ. Viken L. Babikian) — американский врач армянского происхождения, профессор неврологии. Автор ряда исследовательских работ в области медицины.

## Биография
Викен Л. Бабикян получил степень доктора медицины в Американском университете Бейрута (Бейрут, Ливан, 1981), в ординатуре больницы Чикагского университета (Чикаго, Иллинойс, 1984).
В 1986 году приступил к работе на кафедре неврологии в Бостонском университете. Викен Л. Бабикян профессор неврологии и директор отделения сосудистой неврологии в Бостонском университете, содиректор «Stroke» службы в Бостонском медицинском центре.
Викен Л. Бабикян стоял у истоков изучения инсульта. Принял участие во множестве клинических исследований. Информация об исследовательских проектах и их результатах публикуется на сайте Бостонского университета.
Доктор Бабикян читал лекции в крупнейших медицинских научных центрах во всем мире, провёл более чем 100 заочных лекций.
Викен Л. Бабикян является одним из редакторов журнала «Journal of Neuroimaging».
Викен Бабикян в 2016 году на Втором ежегодном исследовательском симпозиуме Карлоса С. Касе представлял обзор исследований по борьбе с инсультом, проводимых в Бостонском медицинском центре.

## Медицинские труды
Список медицинских трудов доктора медицинских наук, профессора неврологии Викена Бабикян размещен на сайте на кафедру неврологии Бостонского университета. Бабикян опубликовал 4 учебника и больше 150 научных статей и глав в книгах, читал лекции в крупнейших медицинских научных центрах мира.
Широко известные справочные пособия:
- Neurosonology / Charles H Tegeler, MD, Viken L. Babikian, Camilo R. Gomez Mosby, 1996 — str: 513[11]
- Transcranial Doppler Ultrasonography / Viken L. Babikian, Lawrence R. Wechsler Butterworth-Heinemann, 1999 — str: 409[12]